# Duomo di Santa Maria Maggiore (Cordenons)
Il duomo di Santa Maria Maggiore è la parrocchiale di Cordenons, in provincia di Pordenone e diocesi di Concordia-Pordenone; fa parte della forania di Pordenone.

## Storia e descrizione
Il duomo di Cordenons fu edificato tra il 1778 e il 1836.
All'interno del duomo, che è ad una sola navata, si trovano una Pietà del Bernardi-Torretti, tele del Narvesa e del Grigoletti, dodici statue degli Apostoli, opera del cordenonese Luigi De Paoli, quattordici pannelli della Via Crucis, eseguiti dall'artista pordenonese Pierino Sam, oltre a numerosi e pregevoli affreschi.

## Campanile
Il campanile, alto 71 metri, è stato ultimato ed inaugurato nel 1908, dopo 27 anni di lavori; sulla sommità è recato un angelo dorato.
Nella cella campanaria sono conservate 3 campane in Reb3 a slancio friulano, fuse dalla fonderia De Poli di Vittorio Veneto nel 1968. Sostituiscono le vecchie 3 campane in Si2 di Broili perché il campanile non riusciva a sopportare le oscillazioni delle campane stesse.